# 特劳恩河畔魏斯基兴
特劳恩河畔魏斯基兴是奥地利上奥地利州韦尔斯兰县的一个市镇。总面积22平方公里，总人口2982人，人口密度135.5人/平方公里（2005年）。